# Marco Maciel
Pour les articles homonymes, voir Maciel.
Marco Antônio de Oliveira Maciel, né le 21 juillet 1940 à Recife et mort le 12 juin 2021 à Brasilia de complications consécutives à la Covid-19, est un homme politique, avocat et professeur de droit brésilien qui a été le 22e vice-président du Brésil du 1er janvier 1995 au 31 décembre 2002, élu deux fois sur le même ticket que le président Fernando Henrique Cardoso lors des élections générales de 1994 et 1998. Il est l'un des fondateurs du parti conservateur Parti du front libéral.
Avant la vice-présidence, il est président de la Chambre des députés (1977-1979), gouverneur de Pernambouc (1979-1982), ministre de l'Éducation (1985-1986) et directeur de cabinet du président Sarney (1986- 1987). Maciel revient au Sénat après sa vice-présidence, jusqu'à sa défaite en 2010.
Maciel est élu à la 39e chaire de l'Académie brésilienne des lettres (ABL) en 2003.
Il est un soutien de la dictature militaire.